# Pădurea Comorova
Pădurea Comorova este o formațiune vegetală localizată pe litoralul românesc, la nord de Mangalia. Inițial era o pădure de stejari brumării pitici (Quercus robur) cuprinzând de asemenea cedri, chiparoși, pini și zone semi-acvatice cu salcii precum mlaștina Hergheliei, dar arborii fiind progresiv tăiați de localnici, pădurea a fost ocrotită în 1890 și replantată parțial cu mesteceni, plopi, stejari și tei.
Odinioară în zona Comorova de astăzi se afla un cătun cu același nume de pescari greci, de crescători de oi turci sau români și de grădinari bulgari. Majoritatea s-au stabilit treptat la Mangalia, astfel că la sfârșitul secolului al XIX-lea populația nu mai număra decât 4 familii, numărând 14 suflete.
În prezent, în locul părții litorale din fosta pădure și în locul fostului cătun se ridică stațiunile balneoclimaterice de vară ale Mangaliei, clădite în a doua parte a secolului XX, anume  „Olimp”, „Neptun”, „Jupiter”, „Aurora”, „Venus” și „Saturn”, iar partea de apus a pădurii de-a lungul drumului național DN39 este declarată rezervație forestieră si parc dendrologic cu o suprafață de 1,2 ha.

## Parcul
În anul 1998, printr-o hotărâre a Guvernului României a fost concepută crearea unui parc municipal. Zamfir Iorguș, primarul Mangaliei a aprobat în noiembrie 2004 planul urbanistic zonal prin care intravilanul Mangaliei se extindea și peste Comorova, punând baza unor defrișări în urma cărora investitorii să clădească hoteluri și altele.
Acest lucru a atras atenția Inspectoratului Teritorial de Regim Silvic și Vânătoare - ITRSV București, care a cerut Agenției pentru Protecția Mediului Constanța să nu emită acord de mediu pentru construcții în pădurea Comorova, însă fără nici un efect.